# Kazuma Kuramoto
Kazuma Kuramoto (ur. 29 października 1986) – japoński zapaśnik w stylu klasycznym. Zajął siódme miejsce na mistrzostwach świata w 2013. Srebrny medalista mistrzostw Azji w 2012. Wicemistrz akademickich MŚ w 2008 roku.